# زوج‌های کتاب‌شناختی
اصطلاح زوج‌های کتاب‌شناختی (به انگلیسی: Bibliographic coupling) توسط کسلر بیان شد.
کسلر (۱۹۶۳) حضور مشترک یک یا چند منبع کتاب شناختی را در دو مدرک مورد توجه قرارداد و این پدیده را "زوج‌های کتاب‌شناختی" نامید. وی ضمن اشاره به اینکه می‌توان از زوج‌های کتاب‌شناختی در جایگاه روشی برای گروه بندی مقاله‌های علمی و فنی استفاده کرد، از آن‌ها به عنوان یک ابزار بازیابی اطلاعات خودکار که به مطالعه یا ارزیابی دقیق نیازی ندارد یاد کرد.
بنابراین باید تفکر کسلر در بیان قابلیت استفاده از زوج‌های کتاب‌شناختی در بازیابی اطلاعات را یکی از نخستین طرح‌های مرتبط با حوزهٔ علم سنجی در نظر گرفت که از حوزهٔ کتاب سنجی برخاسته است؛ با وجود این، لازم است باز هم بر این نکته تأکید شود که کسلر در آن زمان این ایده را با هدف ترسیم ساختار متون علمی مطرح کرده بود.

## تفاوت میان زوج‌های کتاب‌شناختی وزوج‌های هم‌استنادی
مهم‌ترین فرق میان هم استنادیها و زوج‌های کتاب‌شناختی، در وهلهٔ نخست از تفاوتی نشات می‌گیرد که میان استناد و ارجاع وجود دارد؛ چراکه در استناد، جایگاه ارتباط علمی و اجتماعی اثر، برجسته تر است و حال آنکه ارجاع بیشتر در مقام نمادی برای اعتبار بخشی به اثر محسوب می‌شود؛ بنابراین تفاوت موجود، بیشتر به رویکرد و طرز نگاه به آن دو باز می‌گردد.

نارین تفاوت میان هم استنادیها و زوج‌های کتاب شناختی را در پویایی هم استنادیها و ایستایی کتاب شناختی می‌داند. وی بیان کرده‌است که در هم استنادی، حالتی پویا و در حال تغییر وجود دارد؛ چرا که همراه ممکن است آثار پیشین در آثار بعدی دانشمندان به‌طور همزمان مورد استناد قرار گیرند و به اصطلاح، تعداد هم استنادیها را افزایش دهند؛ اما در مبحث زوج‌های کتاب‌شناختی، نگاه او به دو منبعی است که به‌طور همزمان در یک اثر علمی مورد استناد قرار گرفته‌اند و در آن مدرک، تعدادشان افزایش نخواهد یافت؛ بنابرانی زوج‌های کتاب‌شناختی حالتی پویا و متحرک ندارند، اما هم استنادیها حالتی پویا دارند و همواره ممکن است که تعدادشان افزایش یابد.